# إفرة
قرية إفرة هي من أقدم قرى وادي بردى من محافظة ريف دمشق. تقع في شمال قرية عين الفيجة. ومن جبالها الصخرية العالية ينبع نبع الفيجة الشهير الذي تشرب منه مدينة دمشق و ضواحيها بعد أن يكون قد تحول إلى نهر بردى الذي يمر عبر وادي بردى ويمر بدمشق ويقطعها ثم يسير إلى مصبه الأخير في بحيرة العتيبة بغوطة دمشق. إفرة زراعية في الأصل حيث أعطتها جبالها العالية المناخ البارد والهواء العليل الصالح لزراعة الفواكه الجبلية البعلية الشهيرة ومنها فاكهة التين البعل الإفراوي وهي مشهورة في سورية كلها كما شهرة الجبن الإفراوي المعروف والمصنوع من حليب الماعز.[بحاجة لمصدر]
بلغ عدد سكانها 1,029 نسمة في تعداد عام 2004، وفقًأ للمكتب المركزي للإحصاء.